# Zazděné okno
Zazděné okno (v německém originále Das zugemauerte Fenster) je komický singspiel („komická opereta“) o jednom dějství českého skladatele Vojtěcha Jírovce na libreto neznámého autora upravené ze stejnojmenné veselohry německého dramatika Augusta von Kotzebue. Premiéru Zazděného okna uvedlo 18. prosince 1810 vídeňské Divadlo u Korutanské brány (Theater am Kärntnertor).

## Vznik, charakteristika a historie
Skladatel Vojtěch Jírovec byl v roce 1804 jmenován druhým kapelníkem vídeňského dvorního divadla a v této funkci v následujících letech napsal velké množství oper (jakož i baletů), z nichž některé byly rozměrné, velkou část však tvořily jednoaktové komické opery. Jednou z nich byl komický singspiel Zazděné okno. Podkladem byla krátká veselohra populárního dramatika Augusta von Kotzebue, která nabízela spíše charakterový a poněkud sentimentální žánrový obrázek než skutečný příběh, ale tím se právě hodila k singspielovému zpracování v Jírovcově stylu.

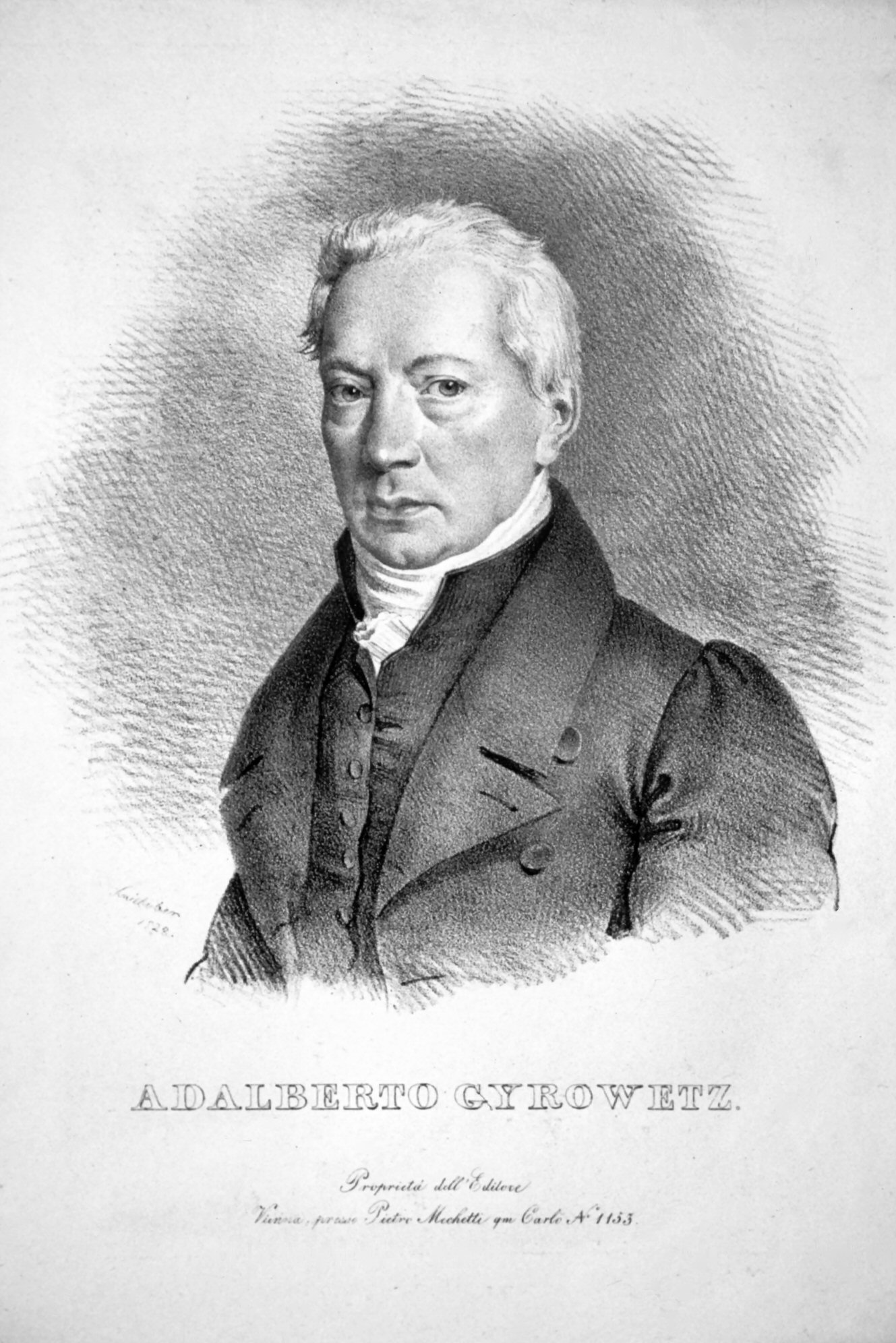
Vojtěch Jírovec, litografie Josefa Kriehubera z roku 1828

Tato drobná práce byla příznivě přijata obecenstvem i kritikou, ačkoliv tisk o ní referoval jen stručně. Například odborný hudební časopis Allgemeine musikalische Zeitung psal: „18. bylo poprvé dáváno Zazděné okno, komický singspiel v jednom dějství podle Kotzebua s velmi příjemnou a melodickou hudbou pana kapelníka Jírovce, od té doby častěji opakovaný a vždy rád znovu viděný a slyšený. […] Tento singspiel, dobře zahraný, se nikdy nemine účinkem.“ Z účinkujících byl chválen především Carl Weinmüller, hrající ušlechtilého tiskového korektora Heinricha.
V domovském Divadle u Korutanské brány se tato opera hrála do 18. dubna 1812 a dosáhla celkem slušného, byť ne vynikajícího počtu 25 představení. I když se nerozšířila tak jako některé jiné Jírovcovy singspiely, především Oční lékař, pronikla i na některá jiná německá jeviště. Tak například 10. listopadu 1814 ji poprvé uvedlo německé divadlo v uherské Šoproni a 18. dubna 1816 i německé divadlo v Pešti. O tamější inscenaci tisk referoval: „I když je tato hudba hodna slavného mistra, bylo by bývalo lepší nepředělávat tuto milou hříčku na operu.“

## Osoby a první obsazení

Autor námětu, dramatik August von Kotzebue. Portrét od Ferdinanda Jagemanna na porcelánové hlavičce dýmky

| osoba                                  | hlasový obor | premiéra (18. prosince 1810)                |
| -------------------------------------- | ------------ | ------------------------------------------- |
| Paul Lindner, hejtman, invalida        | tenor        | Carl Ignaz Anton Demmer                     |
| Malchen, jeho dcera                    | soprán       | Antonia Juliana Laucher (pozd. von Nespern) |
| Heinrich Lindner, jeho bratr, korektor | bas          | Carl Friedrich Clemens Weinmüller           |
| Mistr Kuper, zedník                    | bas          | Ignaz Saal                                  |
| Franz, jeho syn, knihtiskař            | tenor        | Wilhelm Ehlers                              |
| Dirigent: Vojtěch Jírovec              |              |                                             |

## Děj opery
(Hejtmanův pokoj v domě Henricha Lindnera)
Hejtman, válečný invalida, sedí, bafá fajfku a brouká si melodii z mladých let; jeho dcera Malchen poklízí a přidává se (píseň Wie wenig doch die Menschen brauchen). Od návratu z vojny hejtman zanevřel na svět a stěží kdy opouští dům. Jeho bratr Heinrich, pod jehož střechou vysloužilec žije, se živí jako tiskový korektor a je naopak vždy dobře naladěn – hejtman ho má proto za blázna. A zejména nerudnému vojákovi nehoví, že jeho jediné okno vede na ulici, kde mu vadí přítomnost lidí, zatímco okno do zahrady, které tu bývávalo za jeho dětství, je zazděné. V hovoru s bratrem – v němž se opět projeví jejich protipólné povahy – sděluje rozhodnutí, že dá okno do zahrady opět prorazit a to na cestu naopak zazdít, aby měl klid. Heinrich beze všeho svoluje (tercet Des Vergangnen Bilder schweben).

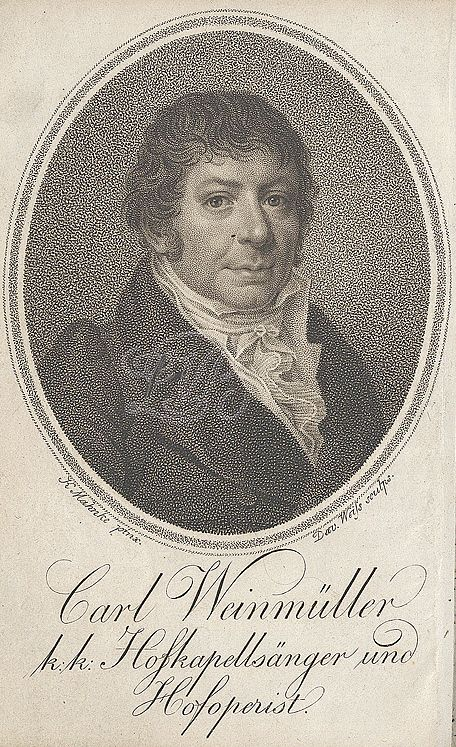
Carl Weinmüller, který v Zazděném okně ztvárnil ušlechtilého a optimistického tiskového korektora Heinricha Lindnera. Rytina Davida Weisse z doby kolem roku 1820

V rozhovoru se strýcem se Malchen přiznává, že zamilovala do tiskaře Franze, který nosí Heinrichovi tisky ke korektuře – je to ostatně jediný mladý muž, kterého doma přísně držená dívka pravidelně potkává. Hejtman mezitím objednal zedníka a dozvídá se o nápadníkovi své dcery. Jenže Franz je chudý a hejtman Malchen přes Heinrichovy přímluvy zakazuje i jen pomyšlení na to, že by si ho mohla vzít – vždyť by třeli bídu s nouzí.
Franz přichází s tisky na korekturu. Malchen mu s pláčem sděluje otcovo rozhodnutí, ale strýc je utěšuje a slibuje jim hmotnou pomoc, se kterou se jim při píli a lásce nepovede špatně (tercet Wie unsre Väter es begonnen). O samotě pak Heinrich zpívá humornou píseň o tiskových chybách, které musí opravovat (Statt Tugend sieht man Jugend nur).
Hejtman přivádí zednického mistra Kupera – Franzova otce. Ten začne prolamovat původní okno do zahrady a zpívá si k tomu (Es baut der Vogel sich sein Nest). Při práci nalezne v zazděném okně zjevně cennou schránku. Odolává pokušení si ji přivlastnit. Přichází jeho syn a stěžuje si otci, jak mu hejtman pro chudobu odpírá dceřinu ruku. Otec mu tedy nabízí nalezenou škatuli, ale Franz se pohoršeně odmítá podílet na krádeži a zedník ihned tvrdí, že chtěl syna jen zkoušet (duet O Gott! das ist dein schönster Lohn).
Oba tedy předávají schránku Heinrichovi jako pánovi domu. Ten ji v přítomnosti bratra a neteře otevře (kvintet Erwartung winkt so wunderlich). Naleznou v ní 16 000 tolarů, které tam schoval jejich otec za Sedmileté války. Heinrich se svého podílu vzdává ve prospěch Malchen a jejího milého a hejtman, též na přímluvu zednického mistra, ke sňatku svolí. Všichni se radují (finále Wie ist mir denn? O höchstes Glück! … Dank soll uns im Herzen brennen).